# 小行星9765
小行星9765（英語：9765）是一颗围绕太阳公转的小行星。1991年12月14日，H. Shiozawa、鬼沢稔在藤枝市发现了此天体。
这颗小行星的绝对星等为152.3295851241382等。